# Sailors' Snug Harbor
Sailors' Snug Harbor, également connu sous le nom de Sailors Snug Harbor, Snug Harbor Cultural Center and Botanical Garden, et, officieusement, Snug Harbor, est un ensemble de bâtiments du XIXe siècle situés à Staten Island, à New York. Les bâtiments, autrefois un établissement pour les marins (sailors) âgés, sont situés dans un parc de 34 hectares le long du Kill Van Kull sur la côte nord de Staten Island. Certains des bâtiments et des terrains sont utilisés par des organismes artistiques sous l'égide du Snug Harbor Cultural Centre and Botanical Garden, une organisation à but non lucratif affiliée au Smithsonian Institution.
Sailors' Snug Harbour est fondé en tant que maison de retraite pour les marins à la suite du legs du capitaine Robert Richard Randall cette fin à sa mort en 1801. Snug Harbour ouvre ses portes en 1833 en tant que maison de retraite pour marins située dans l'actuel bâtiment C, des structures supplémentaires sont construites sur le terrain au cours des années suivantes. Les bâtiments deviennent un centre culturel après le déménagement de la maison des marins en 1976.
Sailor's Snug Harbor comprend 26 bâtiments de styles Greek Revival, Beaux-Arts, italianisant et victorien, dont « Temple Row », cinq bâtiments Greek Revival imbriqués, nommés de A à E. Les bâtiments sont situés dans un vaste terrain paysager, entouré par la clôture en fonte du XIXe siècle. Le parc comprend également une chapelle et un cimetière de marins. Le centre culturel comprend le Staten Island Botanical Garden, le Staten Island Children's Museum, le Institut des arts et des sciences de Staten Island, le Newhouse Center for Contemporary Art et la Noble Maritime Collection, ainsi que le Art Lab et le Music Hall.
Le site est considéré comme le « joyau de la couronne » de Staten Island et « un vestige incomparable du passé maritime de New York au XIXe siècle ». Il s'agit d'un National Historic Landmark ; plusieurs bâtiments du complexe ont été remarqués par la Commission de conservation des monuments de la ville de New York.

## Histoire

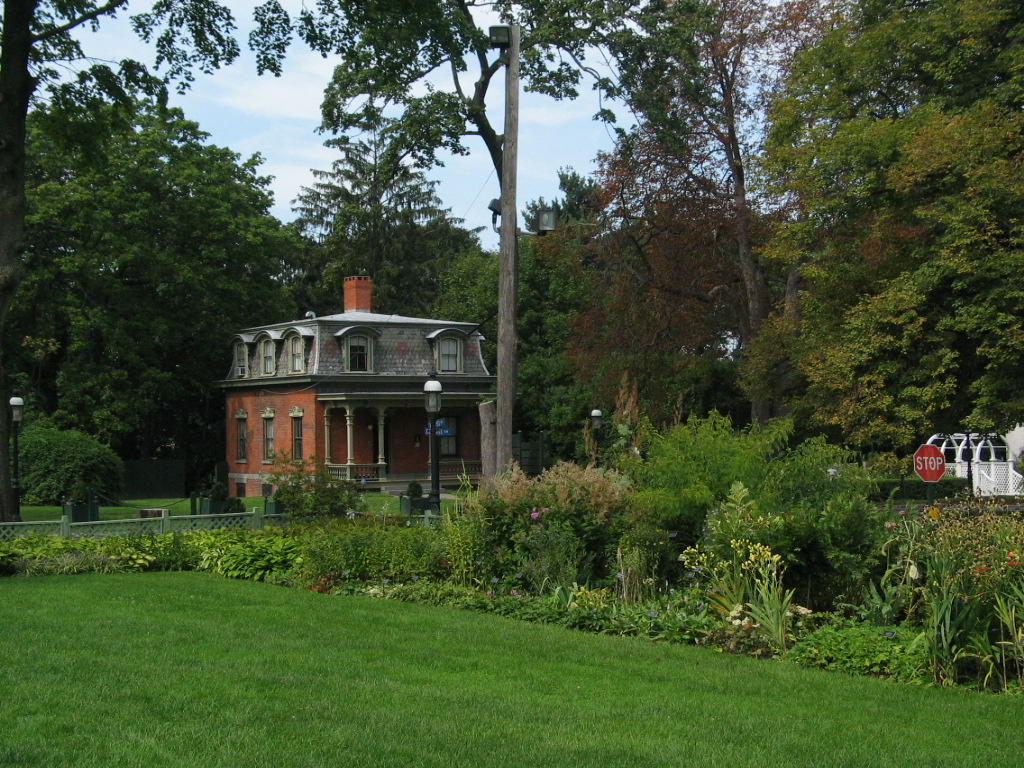
Un des chalets du centre culturel.

### Création
Snug Harbor est fondée grâce à un legs après la mort en 1801 lors de la Guerre d'indépendance des États-Unis du soldat et capitaine de navire Robert Richard Randall, homonyme du quartier voisin de Randall Manor. Dans son testament, Robert Richard Randall laisse son domaine de Manhattan, délimité par la Cinquième Avenue, Broadway, la 10e Rue et le côté sud de la 8e Rue adjacente à ce qui est maintenant Washington Square Park, pour construire une institution prenant soin des marins « âgés, décrépits et usés ».
La première réunion de la corporation de Sailors' Snug Harbour a lieu en 1806. Lors de sa première élection, le maire de l'époque, DeWitt Clinton, en est le président. La volonté de Randall fait face à plusieurs contestations : une de Stephen Brown qui allègue que Randall a failli en tant qu'exécuteur testamentaire de la succession de son grand-père dans le New Jersey dont la succession Randall est une composante, et une de l'évêque anglican de Nouvelle-Écosse John Inglis qui affirme qu'il est un héritier collatéral par son ancêtre commun John Crooke. La société est ironiquement représentée légalement par Thomas Addis Emmet, un ancien membre de la Société des Irlandais unis, une organisation inspirée par le succès de la Révolution américaine pour combattre les Britanniques en Irlande. Le futur président Martin Van Buren fait également fait partie de l'équipe de défense et Daniel Webster fournit des conseils aux plaignants.
Au moment où la contestation de la volonté est réglée, les terres autour du domaine de Manhattan, autrefois rurales, se sont construites. Les administrateurs de Snug Harbor (nommés par la volonté de Randall, ils comprennent le maire de New York, le président et le vice-président de la Marine Society, les principaux ministres de l'Église épiscopalienne des États-Unis et de l'Église presbytérienne, le chef de la Chambre de commerce et le chancelier du State) décident de maximiser les profits sur la propriété de Manhattan. Ils changent le site proposé pour un autre terrain légué par Randall : un terrain de 130 acres sur Staten Island surplombant le Kill Van Kull,. Le terrain est acheté en mai 1831.

### La maison des marins

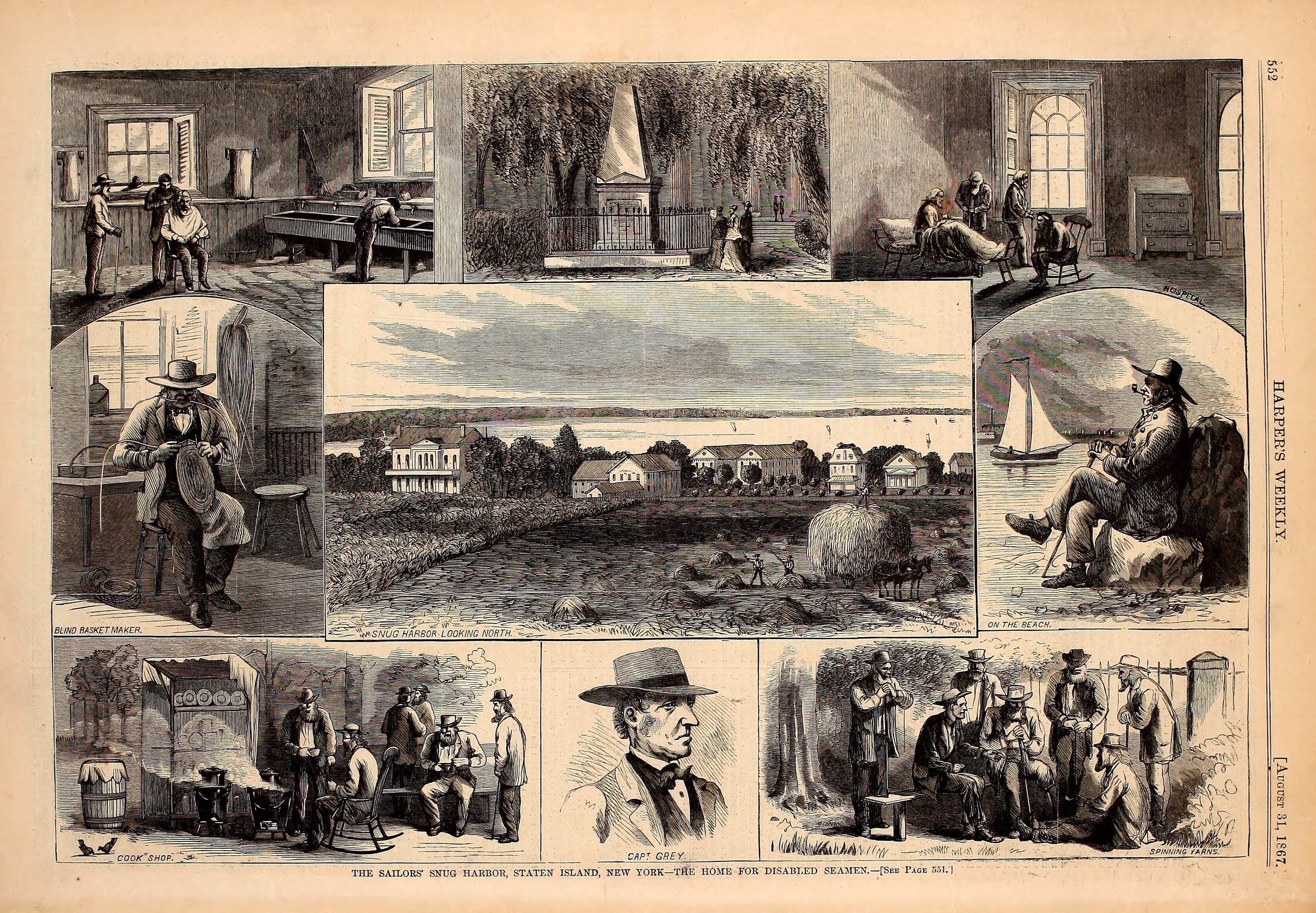
Sailors' Snug Harbor, Harper's Weekly (1867).

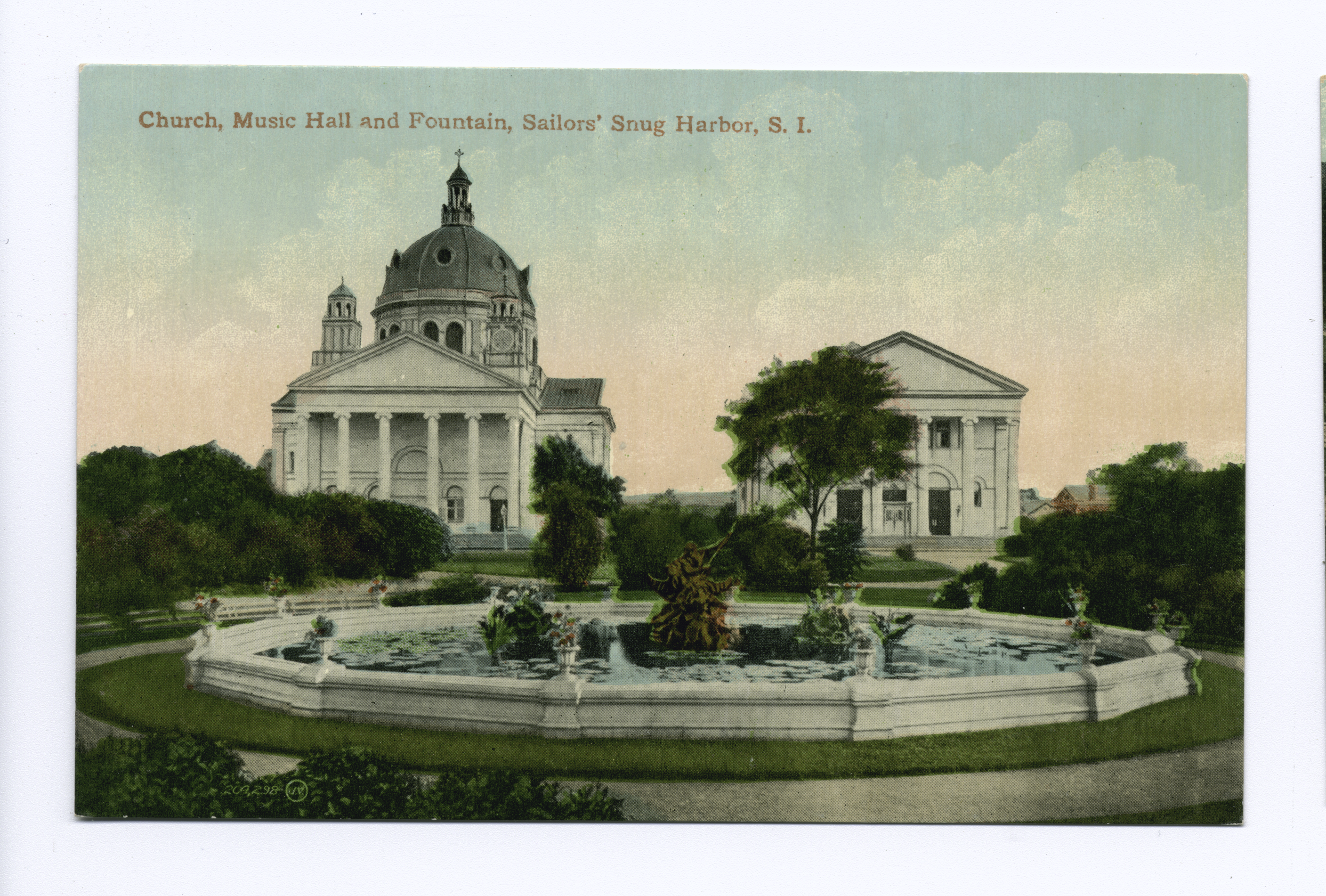
L'église de gauche, la Randall Memorial Chapel, a été démolie en 1952.

Sailors' Snug Harbor ouvre finalement ouvert ses portes en 1833, première maison dans le pays pour les marins marchands à la retraite. Les résidents sont appelés « détenus » dans le langage courant. L'institution ouvre avec un seul bâtiment, aujourd'hui le bâtiment C, premier ouvrage connu conçu par Minard Lafever et achevé en août 1833, maintenant la pièce maîtresse de la rangée de cinq bâtiments de style Greek Revival sur le front de mer de New Brighton. De 1867 à 1884, le capitaine Thomas Melville, capitaine à la retraite et frère de l'auteur de Moby-Dick Herman Melville, est gouverneur de Snug Harbour.
En 1890, le capitaine Gustavus Trask, gouverneur de Snug Harbour, construit une église de style néo-Renaissance, la Randall Memorial Chapel, et, à côté, un music-hall, tous deux conçus par Robert W. Gibson. À son apogée à la fin du XIXe siècle, environ 1 000 marins retraités vivent à Snug Harbor, alors l'une des organisations caritatives les plus riches de New York. Ses propriétés autour de Washington Square génèrent un excédent dépassant les coûts de la maison de retraite de 100 000 $ par an.
Cependant, au milieu du XXe siècle, Snug Harbour est en difficulté financière. Les anciennes structures tombent en ruine et certaines sont démolies ; la Randall Memorial Chapel ornée de marbre blanc est démolie en 1952. Avec l'arrivée du système de Social Security dans les années 1930, la demande d'hébergement pour les vieux marins a diminué ; au milieu des années 50, il reste moins de 200 résidents.

### Vente des bâtiments et transfert de l'institution
Dans les années 1960, les administrateurs de l'institution suggèrent de réaménager le site avec des immeubles de grande hauteur ; la nouvelle Commission de préservation des monuments de la ville de New York se propose pour sauver les bâtiments restants en les désignant comme des structures emblématiques et en les inscrivant au Registre national des lieux historiques. Une série de batailles juridiques s'ensuit, mais la désignation historique est finalement confirmée en 1968. Les bâtiments sont ajoutés au Registre national des lieux historiques en 1972 et le terrain est déclaré National Historic Landmark en 1976.

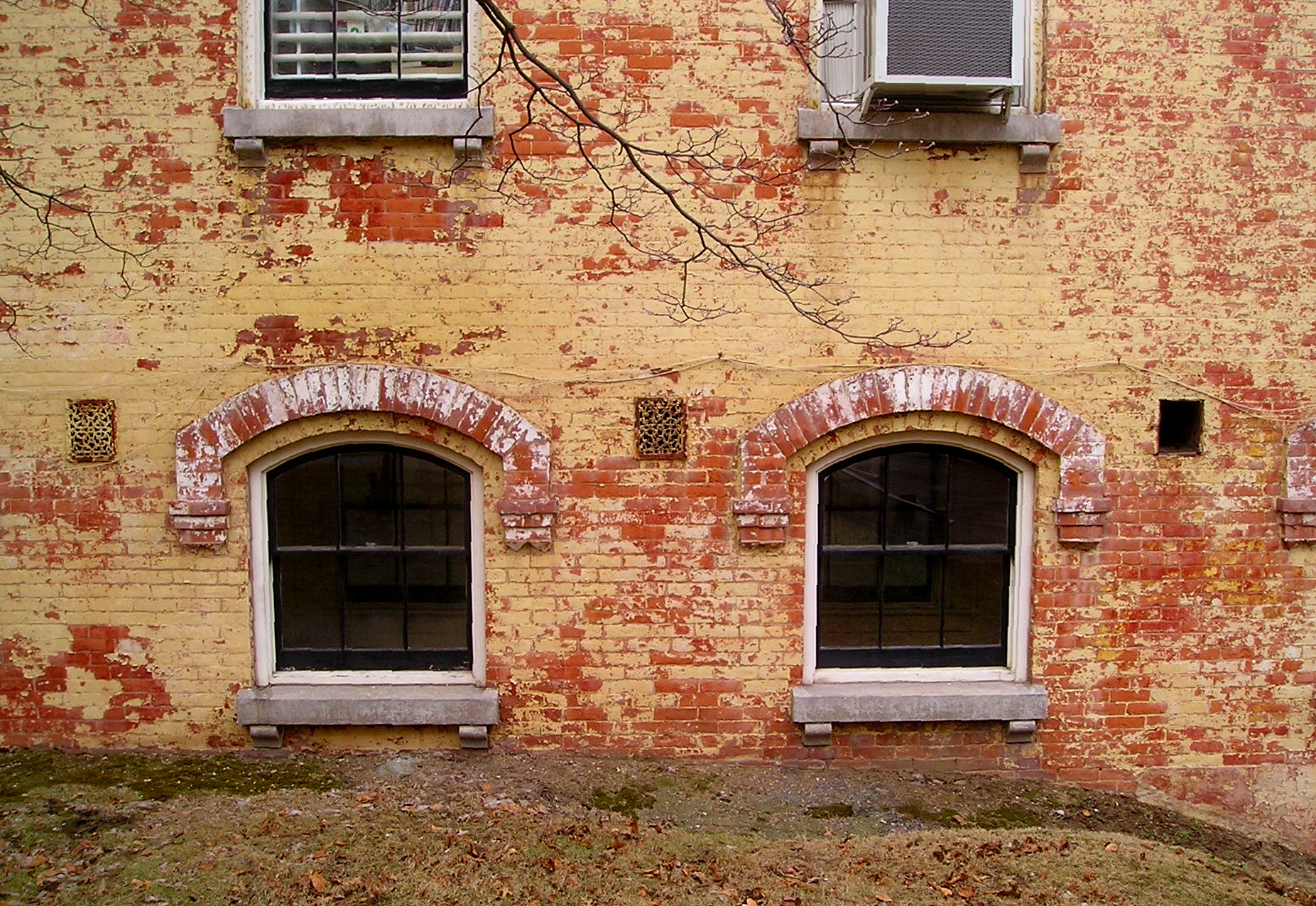
Murs des bâtiments de Snug Harbour.

Les administrateurs vendent le site de Staten Island au gouvernement de New York dans le cadre de deux transactions distinctes en 1972 et 1974, pour un total de 9,7 millions de dollars. La ville subit un déficit budgétaire à la suite de la crise budgétaire de 1975 à New York, laissant le gouvernement incapable d'effectuer même un entretien mineur. Les administrateurs perdent également environ 300 000 $ par an sur le site de Staten Island et constatent qu'il n'est pas rentable de continuer à exploiter l'installation. En juin 1976, ils transfèrent l'institution à Sea Level, en Caroline du Nord. Deux marins sont restés sur la propriété de Staten Island jusqu'en septembre 1976.
Aujourd'hui, le Randall's Trust n'exploite plus de maison de retraite, mais les administrateurs du Sailors' Snug Harbor de la ville de New York continuent d'utiliser les fonds de la dotation pour aider les marins dans tout le pays. Les archives de Sailors' Snug Harbor sont conservées à la bibliothèque Stephen B. Luce du Maritime College de l'université d'État de New York dans le Bronx.

### Centre culturel
Le centre culturel de Snug Harbour et le jardin botanique de Staten Island sont créés en 1975, le premier pour exploiter les bâtiments, le second pour entretenir les jardins. Le 12 septembre 1976, le centre culturel de Snug Harbour est ouvert au public. En 2008, le centre culturel et le jardin botanique de Staten Island fusionnent pour devenir le centre culturel et le jardin botanique de Snug Harbor.

## Architecture

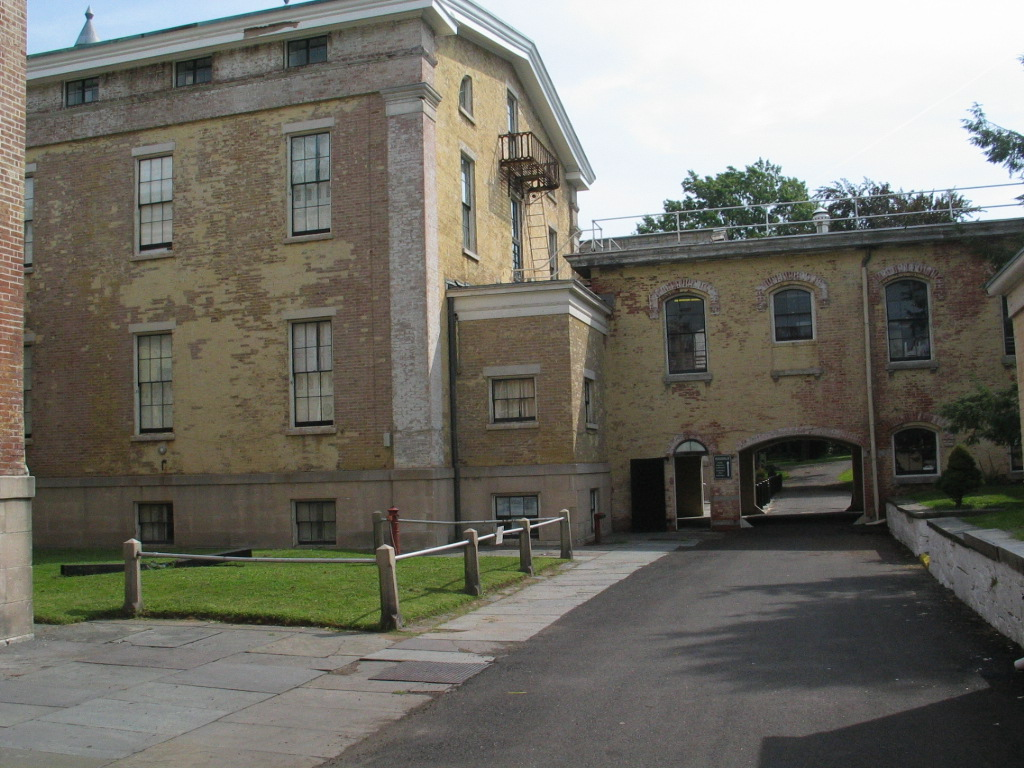
Snug Harbor Culture Center.

Les cinq édifices imbriqués de style Greek Revival de Snug Harbor sont considérés comme « le moment le plus ambitieux de la renaissance classique aux États-Unis » et l'ensemble « le plus extraordinaire » de bâtiments de style du temple grec du pays. Construits autour du bâtiment C de 1833, les bâtiments « forment une composition symétrique sur Richmond Terrace, un portique de huit colonnes au centre et deux portiques de six colonnes à chaque extrémité ».
Les cinq bâtiments Greek Revival imbriqués de Snug Harbour sont situés à l'extrémité nord du terrain, près de Richmond Terrace, et sont connus sous le nom de bâtiments A à E d'ouest en est. Les cinq bâtiments ont été conçus par Minard Lafever et Richard Smyth et construits de 1831 à 1880. Le bâtiment C était un bâtiment administratif tandis que les autres structures étaient des dortoirs,. Les bâtiments sont parallèles les uns aux autres, mais en raison de la conception différente des façades, les bâtiments B et D semblent être en retrait des bâtiments A, C et E.
Les bâtiments A à E sont répertoriés individuellement comme « monuments », tout comme la chapelle vieille de 131 ans et les intérieurs du bâtiment C et de la chapelle. Les cinq bâtiments principaux et la chapelle sont devenus des « monuments » en 1965, et les intérieurs du bâtiment C et de la chapelle en 1982.

### Bâtiments A à E

#### Bâtiment A
Le bâtiment A a été conçu par Richard Smyth et construit en 1879. Il comporte deux étages ainsi qu'un sous-sol surélevé et un grenier ; il est de plan rectangulaire avec un toit à pignon. L'entrée principale dispose d'un escalier sous un portique en pierre, composé de six colonnes supportant un fronton classique,. La structure a été initialement conçue comme un dortoir. Le bâtiment A abrite l'Institut des arts et des sciences de Staten Island depuis 2015.

#### Bâtiment B
Le bâtiment B a été conçu par Minard Lafever et construit de 1839 à 1840. Il comporte deux étages avec un grenier et un sous-sol surélevé ; il est de plan rectangulaire avec un toit à pignon. La façade avant est en pierre lisse et contient un petit porche avec un pignon,. La structure a été initialement conçue comme un dortoir. Le bâtiment B n'est plus ouvert au public depuis 2018 ; le Staten Island Museum envisage de s'y étendre d'ici 2022.

#### Bâtiment C

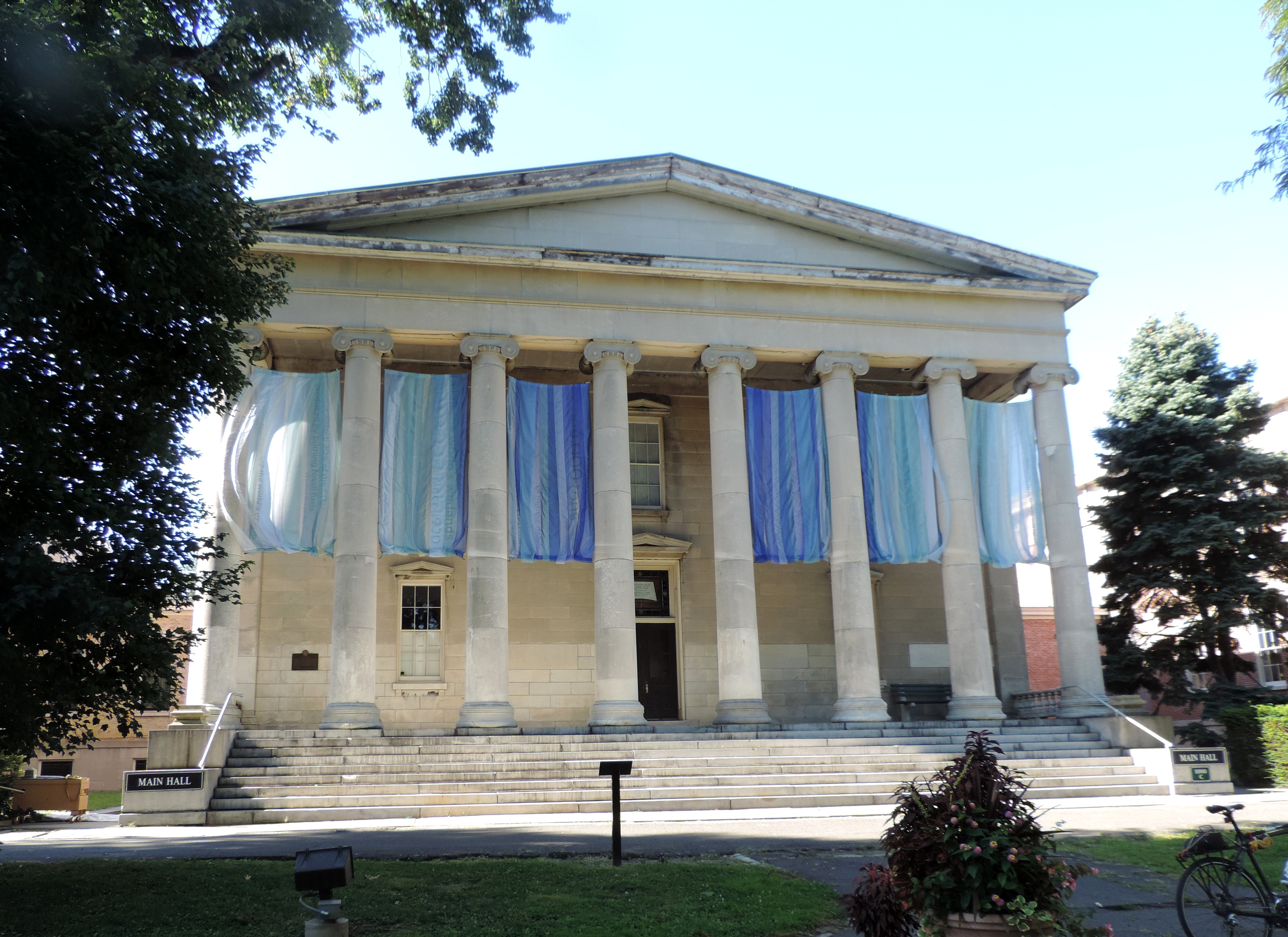
Bâtiment administratif C.

Intérieur du bâtiment C.

Le bâtiment C, également connu sous le nom de bâtiment administratif, est un bâtiment Greek Revival conçu par Minard Lafever et construit de 1831 à 1883 ; c'est l'œuvre la plus ancienne de Lafever,,. Le bâtiment comporte deux étages ainsi qu'un sous-sol surélevé et un grenier ; il est de plan rectangulaire avec un toit à pignon. L'entrée principale contient un escalier sous un portique ionique monumental en pierre, composé de huit colonnes supportant un fronton classique,. Les côtés du bâtiment C sont constitués huit travées ; l'élévation arrière est en brique. Des passages à un étage s'étendent à l'est jusqu'au bâtiment D, à l'ouest jusqu'au bâtiment B et au sud jusqu'à une annexe.
Le bâtiment C était à l'origine un bâtiment administratif, mais il comprenait également des chambres, des cuisines, des salles à manger, des toilettes et des salles de loisirs. L'entrée du portique mène à un hall principal qui a 2 1⁄2 étages, avec un plafond voûté contenant un dôme au centre, et des sols en frêne. Neuf portes mènent du hall principal à d'autres pièces du premier étage, tandis que les trois passages vers les autres bâtiments se trouvent au centre des murs est, ouest et sud. Un escalier sur le côté gauche (est) du hall principal, avec des rampes en fer et des murs lambrissés en bois, relie les premier et deuxième étages. Le deuxième étage se compose d'un balcon avec une balustrade en fonte, entourant le hall principal. Quatorze portes mènent au balcon du deuxième étage. Le plafond voûté s'élève à partir de tasseaux installés aux quatre coins du hall principal. Divers éléments décoratifs et sculptures sur le thème maritime sont situés sur le plafond et les murs ; deux fenêtres à claire-voie sur les murs nord et sud ressemblent au soleil et à la lune,.
L'intérieur du bâtiment C a été rénové en 1884. La rotonde a de nouveau été restaurée dans les années 1990. Le bâtiment C abrite une partie du Newhouse Center for Contemporary Art.

#### Bâtiment D
Le bâtiment D a été conçu par Minard Lafever et construit de 1831 à 1841. Il a deux étages avec un grenier et un sous-sol surélevé ; il est de plan rectangulaire avec un toit à pignon. La façade avant est en pierre lisse et contient un petit porche avec un pignon. La structure a été initialement conçue comme un dortoir. Le bâtiment D abrite la Noble Maritime Collection depuis 1992.

#### Bâtiment E
Le bâtiment E a été conçu par Richard Smyth et construit en 1880. Le bâtiment se compose de deux étages ainsi que d'un sous-sol surélevé et d'un grenier ; il est de plan rectangulaire avec un toit à pignon. L'entrée principale contient un escalier sous un portique en pierre, composé de six colonnes supportant un fronton classique,. La structure a été initialement conçue comme un dortoir. Le bâtiment E n'est plus ouvert au public depuis 2018.

### Veteran's Memorial Hall

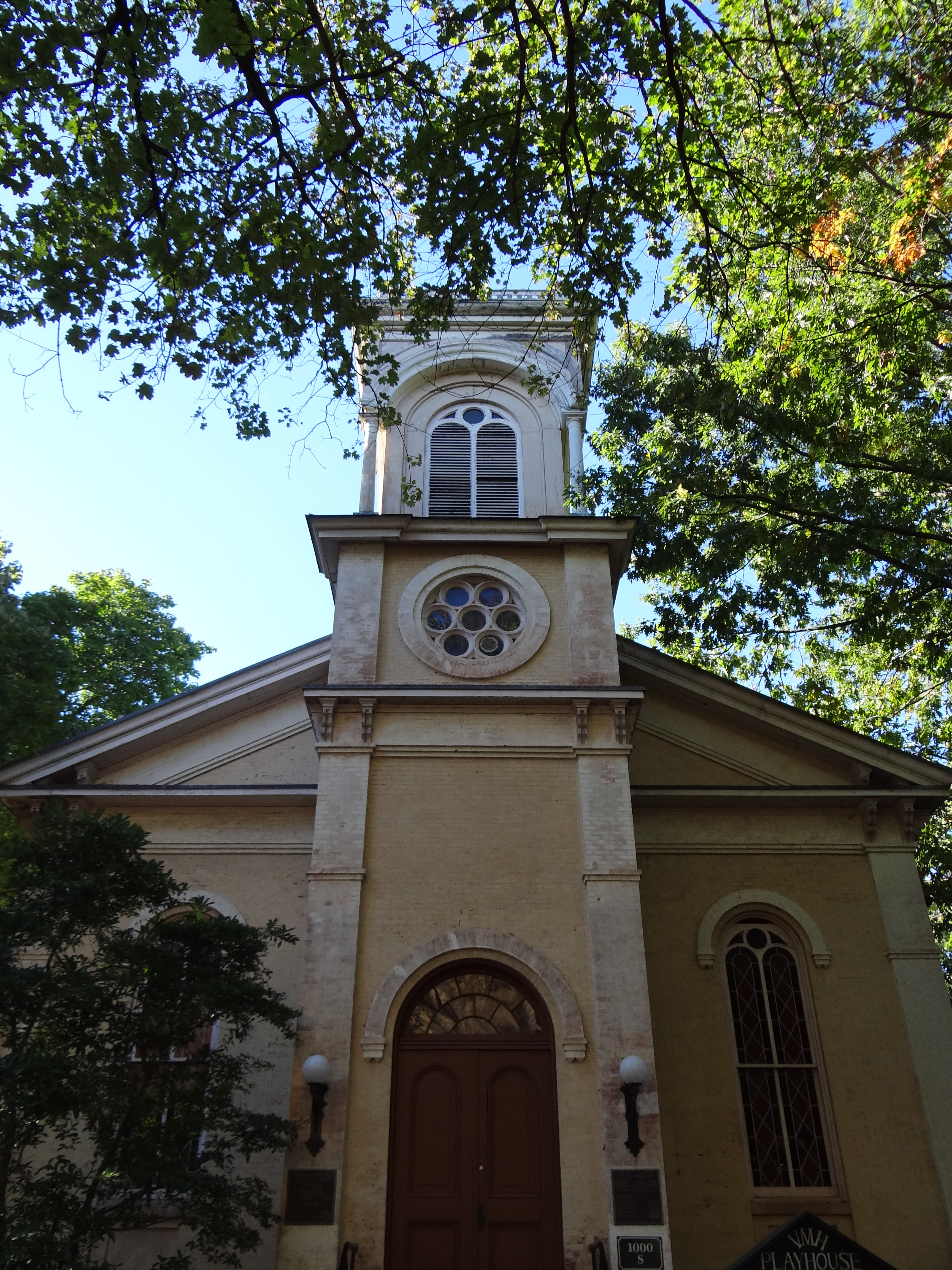
Veteran's Memorial Hall.

Veteran's Memorial Hall, autrefois la chapelle du site, a été conçu par le constructeur local James Solomon et édifié entre 1855 et 1856. D'un point de vue stylistique, il s'agit d'un bâtiment « de transition », avec des éléments stylistiques principalement enracinés dans le style italianisant et certains éléments de Greek Revival. La conception de la chapelle est basée sur celle d'une église typique de la Nouvelle-Angleterre avec un toit à pignon. L'entrée principale se compose d'une tour avec un beffroi en saillie à l'avant de la chapelle. L'entrée mène à un vestibule aux murs en plâtre avec trois arcs en plein cintre. La façade en briques comporte six fenêtres en plein cintre de chaque côté, séparées par des pilastres. A l'arrière se trouve une extension d'un étage avec un bureau et une sacristie,. Elle comporte des vitraux à l'intérieur,.
A l'intérieur, un espace rectangulaire peut accueillir 600 personnes. Il contient des bancs en bois et les murs sont lambrissés. Le plafond est voûté. Une galerie à l'extrémité nord est soutenue par deux colonnes en fonte et présente des panneaux de bois encastrés. Une abside à l'extrémité sud entoure un ancien autel surélevé. Au centre de l' abside se trouve une porte vers le bureau, qui a des murs en plâtre avec des bibliothèques intégrées, ainsi qu'une cheminée en pierre.
Lors de la construction, l'entrée principale se faisait par un arc central en plein cintre sur le devant, qui était surmonté d'un fronton entouré de pilastres doriques. Une fenêtre en plein cintre et un linteau flanquaient de chaque côté l'entrée principale, tandis qu'un pilastre était situé à chaque coin. En 1873, un observateur a déclaré que la chapelle était un « bâtiment en brique simple mais beau, sans coupole ni beffroi ». Les murs sont repeints cette année-là, avec des éléments décoratifs ressemblant à des panneaux et des pilastres. Le beffroi et les vitraux datent de 1883. La chapelle a été déplacée à 200 pieds ( Unité «  » inconnue du modèle {{Conversion}}.) de son emplacement précédent en 1893. Veteran's Memorial Hall a été endommagé en 2014 et le bâtiment est fermé au public depuis 2018.

### Clôture en fer et guérites

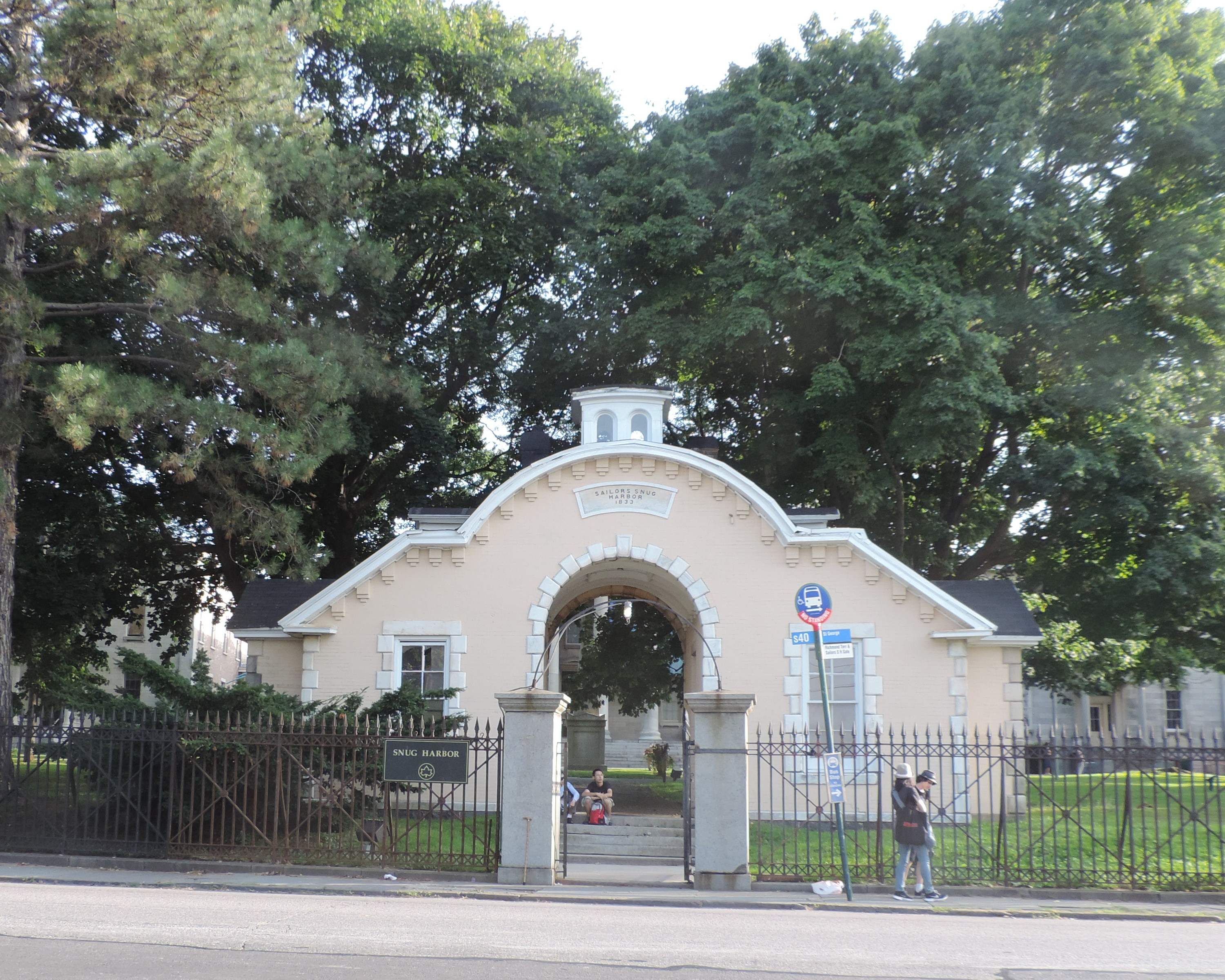
Guérite de la porte nord.

Une clôture en fer entoure la propriété avec cinq portes, dont deux sont des portes pour véhicules, la porte ouest sur Snug Harbour Road et la porte est sur Tysen Street, et les trois autres sont utilisées uniquement par les piétons, la porte nord sur Richmond Terrace, la porte sud sur Henderson Avenue et la porte Kissel sur Kissel Avenue à l'extrémité ouest de la propriété. La guérite à l'italienne de la porte nord, ainsi que la clôture en fer du milieu du XIXe siècle sur Richmond Terrace, ont été désignées monuments de New York.
La clôture sur le bord nord de la propriété, construite au milieu du XIXe siècle dans le style Greek Revival, est désignée comme un point de repère de la ville. Plusieurs portes flanquées de poteaux de granit y étaient encastrées.
Les terrains sont accessibles par de nombreuses guérites datant de la période entre 1851 et 1875. Elles sont conçues dans le Style italianisant, Second Empire et roman. L'entrée principale est la guérite ouest, qui date de 1880.
La guérite nord sur Richmond Terrace est directement en face du bâtiment C et en retrait de 15 pieds ( Unité «  » inconnue du modèle {{Conversion}}.) derrière la clôture de fer. Elle a un plan trapézoïdal et possède une haute arche au centre. Des salles de garde avec des fenêtres rectangulaires flanquent chaque côté de l'arcade. Le marbre et le grès inutilisés de la construction des structures d'origine ont été utilisés pour créer les chaînages d'angle entourant l'arcade et les ouvertures des fenêtres. Le haut de la guérite est surmonté de corbeaux de briques supportant une corniche. Une coupole carrée occupe le centre de la voûte,.

## Espaces verts
Les bâtiments sont construits dans un vaste parc paysager.

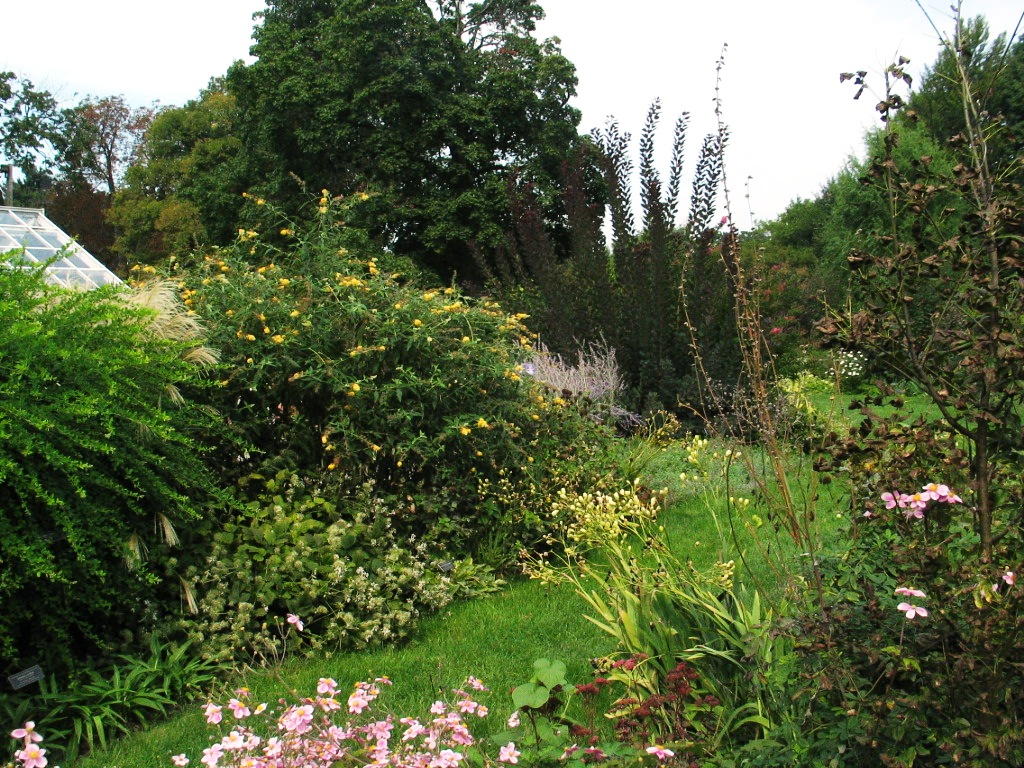
Espaces verts.

Une fontaine en zinc de 1893 représente le dieu Neptune, maintenant à l'intérieur, avec une réplique installée à sa place. Selon The New York Times : « Il est assis au milieu, à califourchon sur un obus tenu en l'air par des monstres marins, son trident levé. Des jets d'eau jaillissent du centre de la fontaine et de bouquets de lys métalliques sur ses côtés. Les visiteurs de Snug Harbor s'arrêtent et regardent, assis sur des bancs entourant la scène, pendant que les ouvriers mangent leur déjeuner. C'est calme. New York bruyant et son port animé à seulement 60 mètres au loin, au-delà de Richmond Terrace, pourrait tout aussi bien être sur Mars. Ou du moins à l'autre bout de la mer de Sa Majesté ».
Paul Goldberger a écrit : « Snug Harbor a quelque chose de la sensation d'un campus, quelque chose de la sensation d'une place de petite ville. En effet, ces rangées de temples classiques, côte à côte avec de minuscules structures de connexion encastrées derrière les grandes façades, sont d'abord perplexes car elles ne s'inscrivent dans aucun motif que nous reconnaissons - elles sont alignées comme dans une rue, mais elles sont définies dans le paysage d'un parc. Ils semblent à la fois embrasser la tradition du design pittoresque du XIXe siècle et, en raison de leur ordre linéaire rigide, la rejeter ».
Une statue en bronze de Robert Randall réalisée par Augustus Saint-Gaudens se trouve également dans le parc.

## Cimetière de Snug Harbour
Les résidents de Sailors 'Snug Harbor ont été enterrés sur le terrain de ce qu'on appelait « Monkey Hill ». L'emplacement du cimetière se trouve en face du complexe actuel de Snug Harbour, dans le parc Allison Pond, qui faisait partie de l'ensemble d'origine de Snug Harbour. L'étang a servi à l'approvisionnement en eau pour les installations de Snug Harbour jusqu'en 1939. La partie du cimetière (entourée d'un mur de briques rouges) appartient toujours au Snug Harbour Center, tandis que le terrain restant a été vendu en 1975 à la ville et transformé en parc public avec des sentiers de randonnée. La majorité des plus de 7 000 corps (y compris ceux de marins militaires) reposent désormais dans des tombes anonymes car leurs pierres tombales ont été enlevées dans les années 1980 et entreposées pour être conservées après que le cimetière soit devenu inactif.

## Centre culturel et jardin botanique de Snug Harbor
Le centre culturel et le jardin botanique de Snug Harbor est une organisation à but non lucratif affiliée au Smithsonian Institution qui gère Sailors' Snug Harbor. Son objectif principal est « d'exploiter, de gérer et de développer les locaux connus sous le nom de Sailors Snug Harbour en tant que centre culturel et éducatif et parc ». En 2005, il faisait partie des 406 institutions artistiques et de services sociaux de New York à recevoir une partie de la subvention de 20 millions de dollars de la Carnegie Corporation, rendue possible grâce à un don de l'ancien maire de New York Michael Bloomberg,. En 2006, les revenus et les dépenses de l’organisme à but non lucratif étaient tous les deux d’environ 3,7 millions de dollars américains et ses actifs de fin d’année de 2,6 millions de dollars. Il abrite la Staten Island Children's Theatre Association (SICTA) et le Staten Island Conservatory of Music.

### Jardin botanique de Staten Island

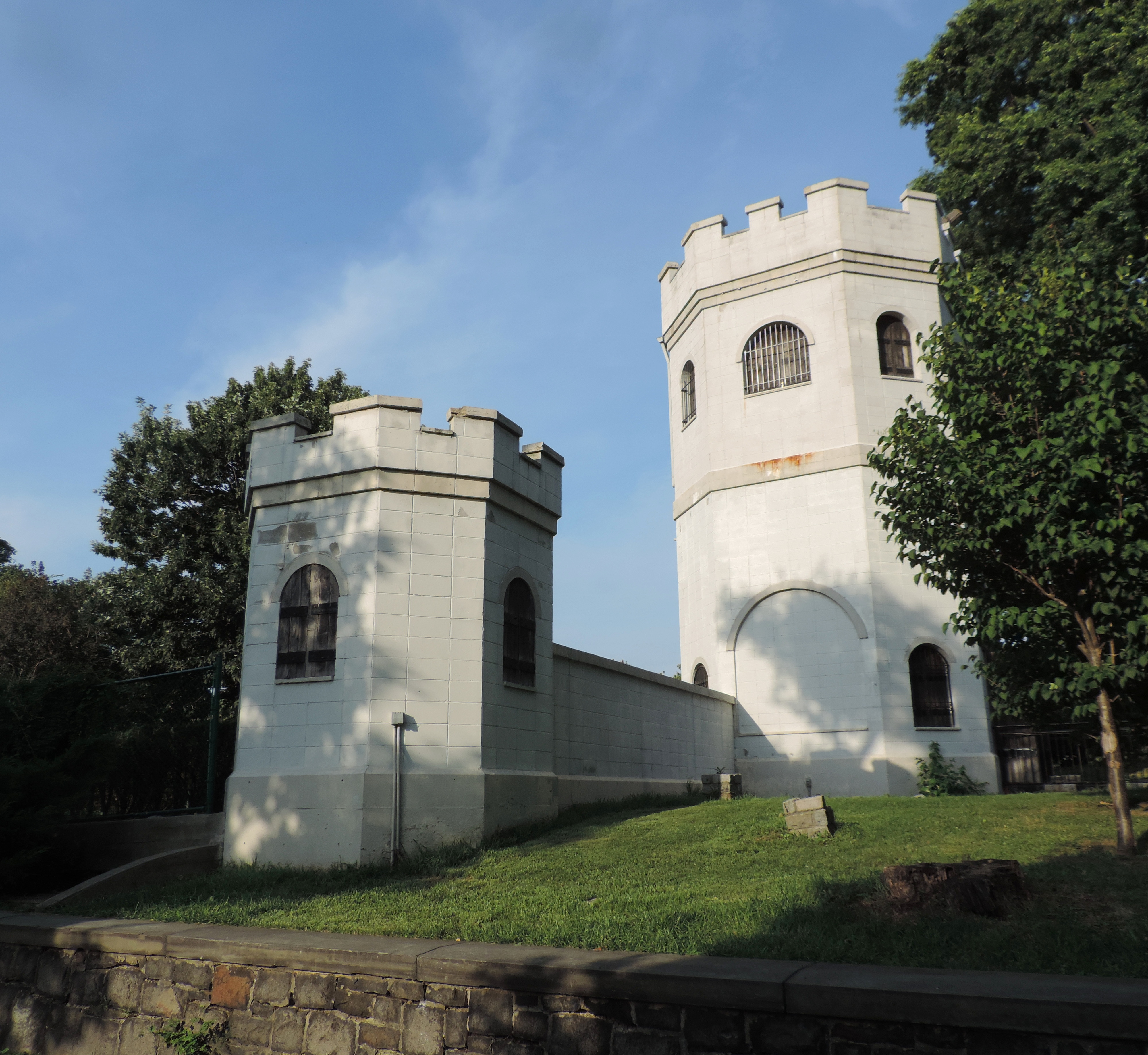
Entrée du Jardin secret de Connie.

Le jardin botanique de Staten Island possède de vastes jardins, dont le White Garden (jardin blanc), inspiré du célèbre jardin de Vita Sackville-West au château de Sissinghurst. Le Jardin secret de Connie a été inauguré en 2000 grâce au financement du résident local Randy Gretz, en l'honneur de sa défunte épouse ; il contient un château, un labyrinthe et un jardin secret clos. Le New York Chinese Scholar's Garden est un authentique jardin chinois clos de murs construit en 1998 dans le style des célèbres Jardins classiques de Suzhou.

### Centre d'art contemporain de Newhouse
Créé en 1977, le Newhouse Centre for Contemporary Art expose les œuvres d'artistes locaux et internationaux. Le centre propose également des expositions d'artistes en résidence et 1400 m² d'espace de galerie. Il a été installé à l'intérieur des bâtiments d'architecture Greek Revival de Sailors' Snug Harbor.
Bien que le Newhouse ait été fondé en mettant l'accent sur les artistes qui vivent ou ont leurs ateliers à Staten Island et sur l'art qui reflète l'histoire de Staten Island ou de Snug Harbor, le Newhouse est passé à une approche plus large de l'art contemporain. Contrairement à de nombreux musées de New York, il dispose de l'espace nécessaire pour monter de grandes présentations et de grandes œuvres, et peut présenter également des sculptures en plein air,.

### Noble Maritime Collection
La Noble Maritime Collection est un musée situé dans le bâtiment D qui met particulièrement l'accent sur le travail de l'artiste, lithographe et marin John A. Noble (1913-1983). Il a ouvert ses portes en 2000 après sept ans de travauxThe Washington Post a qualifié l'exposition d'une péniche que Noble a convertie en atelier d'artiste de « convaincante »... « C'est une maison sur l'eau et un repaire d'artiste tout en un, avec des surfaces en bois, des hublots, un lit d'ingénieur, une table à dessin et des outils de gravure ». À l'intérieur, il est facile d'imaginer le bateau amarré dans les eaux voisines tandis que le fils du peintre John « Wichita Bill » Noble dessine des sujets maritimes des années 1930 jusqu'à sa mort en 1983. Le jeune Noble faisait régulièrement des excursions en barque pour observer et documenter la vie professionnelle du front de mer. La collection Noble témoigne d'une culture dynamique des navires, des quais et des ouvriers qui a disparu de New York. 

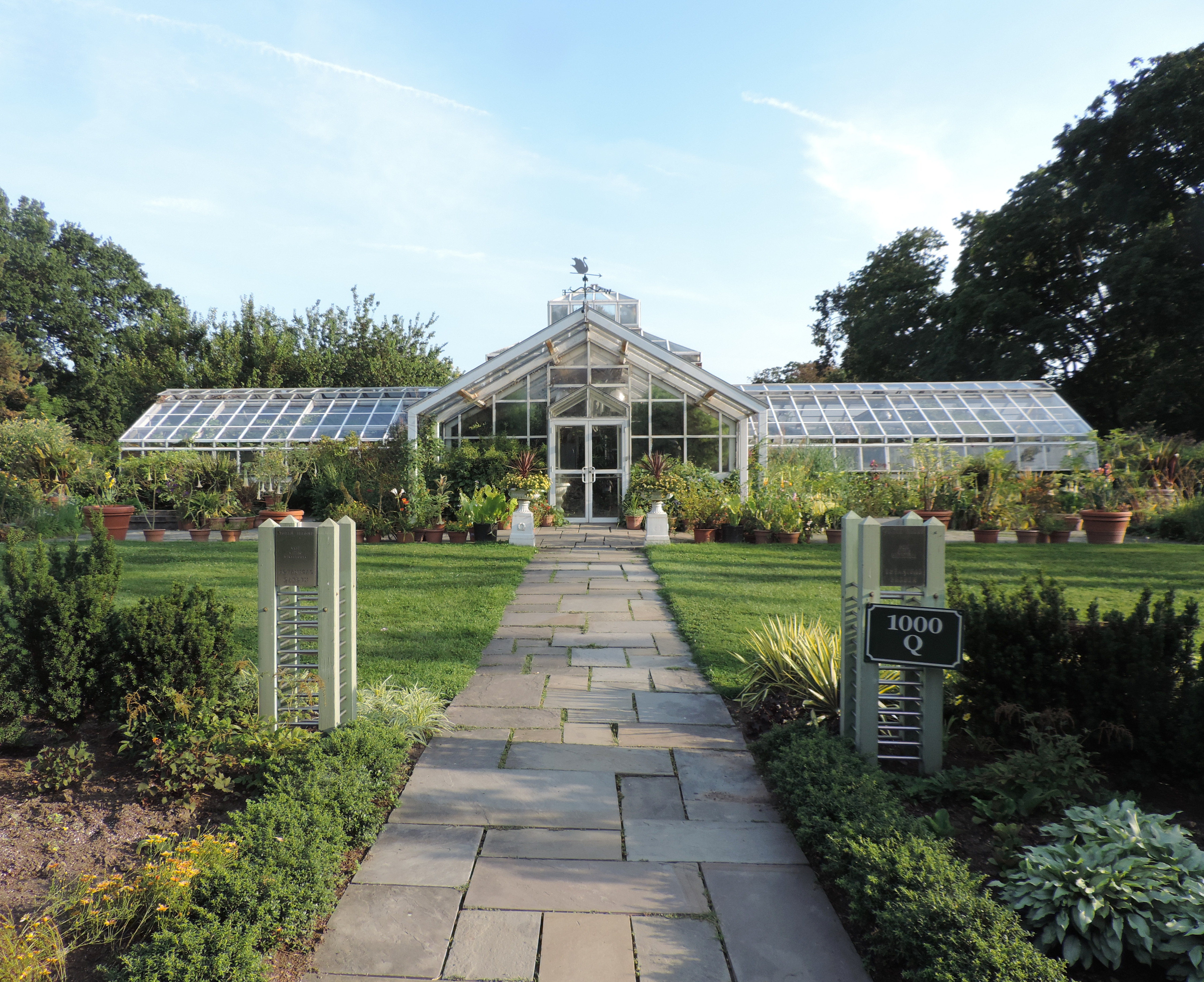
Serre.

The New York Sun a qualifié la collection Noble de « joyau méconnu parmi les musées de New York ».

### Staten Island Children's Museum
Le Staten Island Children's Museum présente une collection tournante d'expositions interactives et une vaste collection d'animaux vivants d'arthropodes exotiques tout au long de l'année. Le musée se compose du bâtiment principal qui a été construit à l'origine en 1913 et de l'ancienne grange de Snug Harbour où le bétail était à l'origine gardé pour nourrir les résidents de Sailors' Snug Harbor. Lorsque le musée a été installé, une passerelle moderne a été construite reliant les deux structures pour créer un bâtiment pour le musée.

### Staten Island Museum
Le Staten Island Museum a ouvert un site à Snug Harbor en septembre 2015. Après avoir exploité deux sites pendant près de deux ans, le musée a fermé le site de St. George et a réuni ses activités dans le bâtiment A. Le musée espère s'étendre au bâtiment B d'ici 2022.

### Laboratoire d'art
Art Lab est une école des beaux-arts et des arts appliqués, fondée en 1975 et proposant des cours d'art et des expositions.

### Music hall

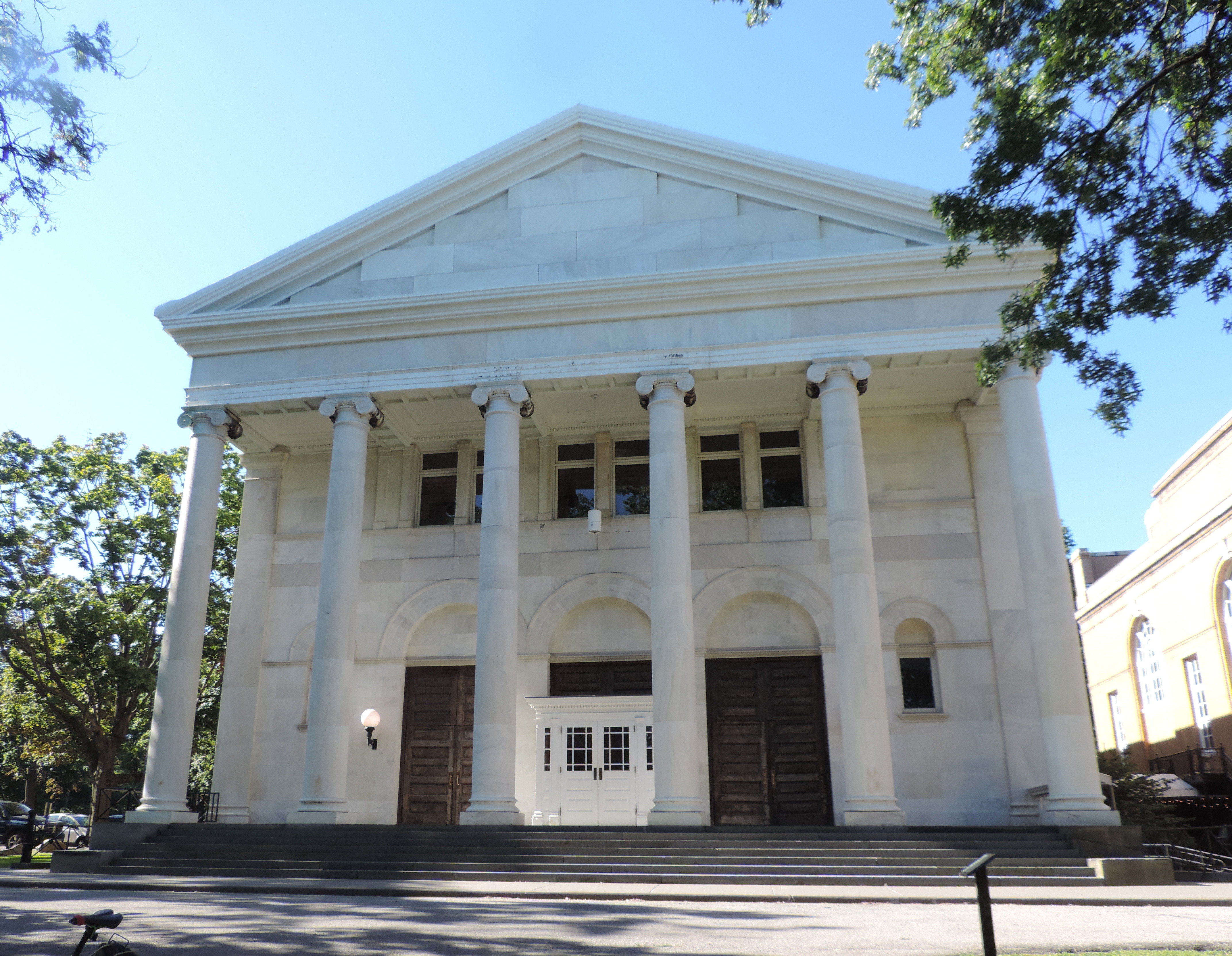
Music hall.

Auditorium de style Greek Revivalde 686 places, le Music Hall accueille les arts de la scène. Il est le deuxième plus ancien music hall de New York, ayant ouvert ses portes en juillet 1892 avec une représentation d'une cantate, The Rose Maiden. Quelque 600 résidents étaient présents, assis sur des sièges en bois, et 300 administrateurs et leurs invités occupaient les sièges rembourrés du balcon,.

## Transports
Le bus S40 qui va vers et depuis le ferry de Staten Island et le Staten Island Railway au terminal St. George, s'arrête à la porte d'entrée de Snug Harbor. La gare de Sailors' Snug Harbour était desservie par la succursale North Shore, aujourd'hui disparue, du Staten Island Railway. Bien que la station ait fermé en 1953, un mur de soutènement et des escaliers de la station existent toujours,,.

## Dans la culture populaire

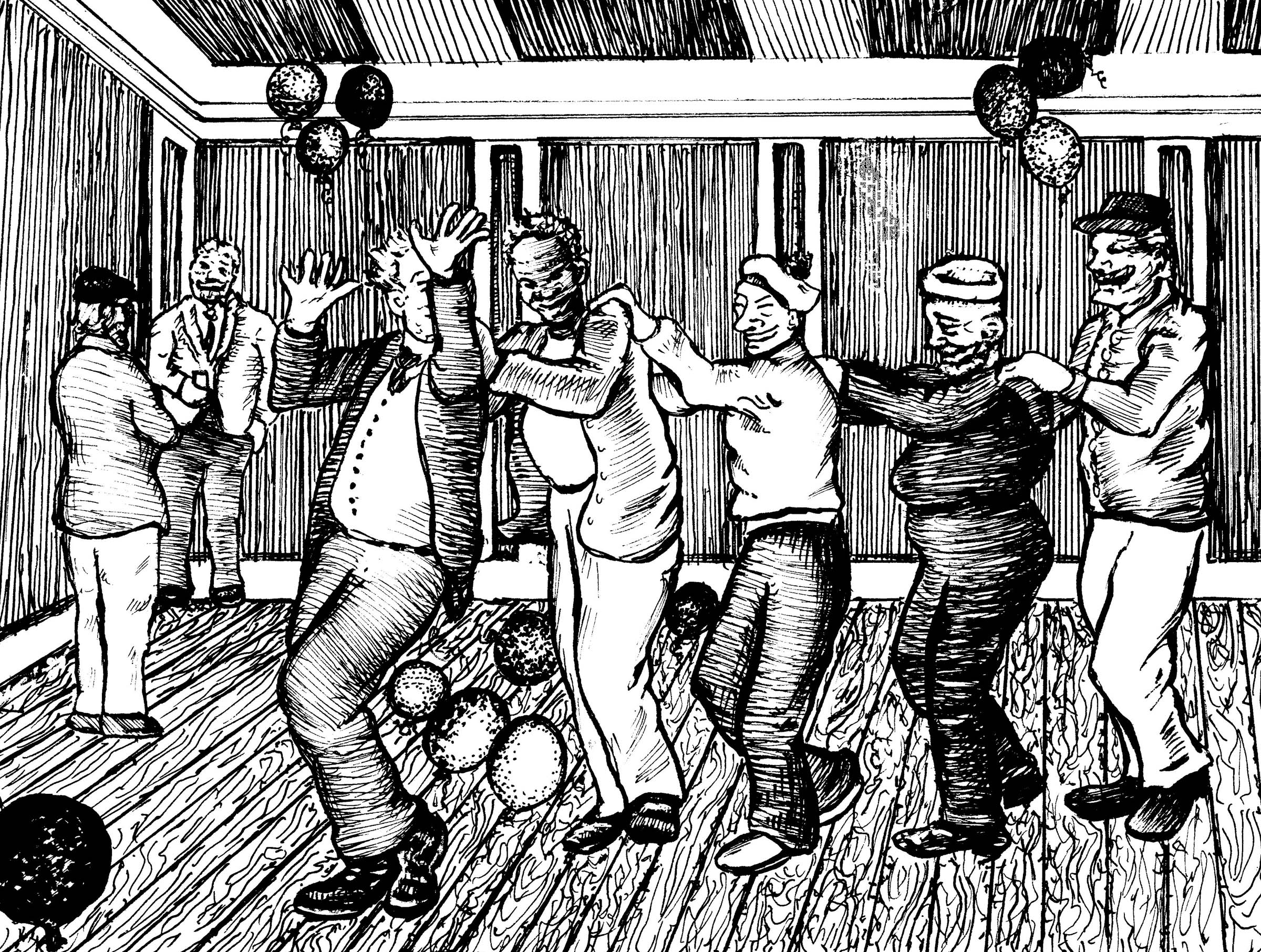
Danse des marins dans Peter Pigeon of Snug Harbor.

Dans un article de 1898 paru dans le magazine Ainslee, When The Sails Are Furled: Sailor's Snug Harbor, le romancier Theodore Dreiser, bientôt célèbre, fournit un récit non romanesque et amusant sur les habitants bruyants et fréquemment ivres de Snug Harbor.
Le collectionneur américain de chansons folkloriques maritimes William Main Doerflinger a recueilli un certain nombre de chansons de résidents de Sailors 'Snug Harbor qui figurent parmi celles publiées dans sa compilation de 1951, Shantymen and Shantyboys, réimprimée en 1972 sous le titre Songs of the Sailorman and Lumberman.
En 2004, la compagnie locale d'arts du spectacle Sundog Theatre a commandé une pièce originale à Damon DiMarco et Jeffrey Harper sur la vie des marins à Snug Harbor. My Mariners a été joué au Harbor's Veteran's Memorial Hall.
Le roman illustré de 2009, Peter Pigeon of Snug Harbor d'Ed Weiss, se déroule presque entièrement à Snug Harbor, de sa période comme maison de marins à sa nouvelle incarnation en tant que centre artistique.
Sailors' Snug Harbor a été présenté dans Les Traqueurs de fantômes, où TAPS est invité à y enquêter sur des allégations paranormales.
En janvier 2013, un épisode de Ghost Adventures a été filmé et axé sur Sailors 'Snug Harbor et les esprits qui hantent l'endroit.